# Daniela Álvarez
Daniela Álvarez Reyes (San Luis Potosí, SLP; 23 de octubre de 1993) es una actriz de televisión y modelo mexicana.

## Biografía

### Carrera
Daniela nació en la ciudad de Cuernavaca el 23 de octubre de 1993. Durante su estancia en su ciudad natal cursó sus estudios primeramente en Nutrición en la Universidad Autónoma de Morelos, mismos que los dejó para cambiarse de carrera a Ciencias de la Comunicación de donde fue egresada, durante ese tiempo aprovechó para ingresar al certamen Nuestra Belleza México 2013, representando a Morelos, resultando al final la ganadora de dicho concurso para ir a representar directo a México en Miss Mundo 2014.
Después de esto, se capacitó como actriz en el Centro de Educación Artística (CEA) de Grupo Televisa entre 2014 y 2015.  
Su primera aparición debut fue en Pasión y poder a finales de 2015, interpretando a Yamile, al lado de los actores Susana González, Jorge Salinas, Fernando Colunga y Marlene Favela.
Para 2017 participa en En tierras salvajes como Renata, compartiendo créditos con Claudia Álvarez, Diego Olivera, Cristián de la Fuente y Horacio Pancheri. 
Entre 2018 y 2019 participó en Por amar sin ley durante sus dos temporadas, dando vida a Fernanda Álvarez, dicho personaje fue con la que empezó a destacarse como actriz, y así mismo compartió créditos con Ana Brenda Contreras, David Zepeda, Julián Gil y entre otros. Ese mismo año de 2019 debuta como presentadora las secciones del clima en algunos noticieros y espacios informativos de Foro TV.
En 2020, es convocada por Nicandro Díaz González para permanecer dentro del reparto principal de La mexicana y el güero, donde interpretó a Viiyéri y compartiendo roles con Itatí Cantoral, Juan Soler, Sian Chiong y Gala Montes.
En 2024 protagonizó la telenovela Fugitivas que dio vida como Lorena Angelina Padilla Aceves compartiendo roles con Arap Bethke, Sachi Tamashiro, Erika Buenfil, Alex Carabias, Aldo Guerra y entre otros.

### Vida personal
Salió en el 2017 con el actor José Ron durante un tiempo, hasta que se separaron por compromisos personales de los dos en 2018.

## Filmografía

### Telenovelas
- Fugitivas, en busca de la libertad (2024) ... Lorena Martínez Aceves "La Martillo"
- Se llamaba Pedro Infante (2023) ... Irma Dorantes[11]
- Nadie como tú (2023-2024) ... Jazmín Figueroa Toledano de Madrigal[12]
- Corona de lagrimas (2022-2023) ... Eréndira Márquez[13]
- Diseñando tu amor (2021) ... María José "Majo" Arriaga / Judith Arriaga
- La mexicana y el güero (2020-2021) ... Viiyéri Neiya Robles[14]
- Por amar sin ley (2018-2019) ... Fernanda "Fer" Álvarez
- En tierras salvajes (2017) ... Regina Negrete
- Pasión y poder (2015-2016) ... Yemilé